# Burckhardt Compression
Burckhardt Compression ist ein internationales Unternehmen mit Hauptsitz in Winterthur, Schweiz, das sich auf die Entwicklung, Herstellung und den Vertrieb von Kompressorlösungen für eine nachhaltige Energiezukunft spezialisiert hat. Das 1844 gegründete Unternehmen ist weltweit der einzige Hersteller mit einem umfassenden Angebot an Kolbenkompressortechnologien und -services. Mit seinen Niederlassungen und Tochtergesellschaften bedient Burckhardt Compression Kunden weltweit in über 80 Ländern. Seit Juni 2006 ist die Burckhardt Compression Holding AG an der Schweizer Börse SWX Swiss Exchange mit dem Valor BCHN kotiert.
Der Leitsatz von Burckhardt Compression lautet: „Wir schaffen führende Kompressorlösungen für eine nachhaltige Energiezukunft“. Der Leitsatz verkörpert die Essenz des Unternehmens.

## Geschäftsbereiche
Das Arbeitsgebiet von Burckhardt Compression umfasst hauptsächlich die Herstellung von Labyrinthkolben-Kompressoren, Prozessgas-Kompressoren, Hyper-Kompressoren und Brenngas-Kompressoren. Burckhardt Compression ist weltweit der einzige Hersteller, der alle vier Kompressortypen herstellt. Diese finden Anwendung in den Bereichen Chemie, Petrochemie, Raffinerie, Gastransport und -lagerung, Wasserstoffmobilität und -energie, im Industriegas-Sektor sowie in der, Gasförderung und -verarbeitung. Die Kompressoren werden benötigt, um Gase, beispielsweise Kohlenwasserstoffgase oder Industriegase, zu verdichten, zu kühlen oder zu verflüssigen.
Burckhardt Compression ist in die zwei Divisionen gegliedert:
Systems Division: Diese Division ist für die Entwicklung, Herstellung und den Vertrieb von Kompressorsystemen und -anlagen verantwortlich, die den spezifischen Anforderungen der Kunden entsprechen.
Services Division: Diese Division bietet umfassende Dienstleistungen an, um die Leistung und Zuverlässigkeit von Kompressoren während ihrer Lebensdauer zu optimieren. Dazu gehören Wartung, Reparaturen, Überholungen, Ersatzteile sowie Kundentrainings.

## Geschichte
Das Unternehmen wurde 1844 als mechanische Werkstätte von Franz Burckhardt in Basel gegründet. Unter der Leitung seines Sohnes, August Burckhardt, begann die Maschinenfabrik Burckhardt 1878 mit dem Bau von Kompressoren und Vakuumpumpen und spezialisierte sich auf diesen Bereich. In den folgenden Jahrzehnten wuchs das Unternehmen und entwickelte sich zu einem wichtigen Akteur in der Kompressionsindustrie.
1969 wurde die Maschinenfabrik Burckhardt Teil der Sulzer AG, wodurch ein zweiter Standort in Winterthur entstand. Im Jahr 2000 wurden sämtliche Geschäftsaktivitäten in Winterthur zusammengelegt, und der Standort Basel wurde geschlossen. 2001 erfolgte die Verlegung des Hauptsitzes nach Winterthur.
Im Juni 2002 wurde das Unternehmen durch ein Management-Buy-out verselbständigt und in Burckhardt Compression AG umbenannt. Gleichzeitig wurde die Unternehmensgruppe mit der Gründung der Burckhardt Compression Holding AG in eine Holdingstruktur überführt. Im Juni 2006 wurde das Unternehmen durch einen Börsengang (IPO) an die Börse gebracht.
Im Dezember 2015 beteiligte sich Burckhardt Compression mit 40 % an Arkos Field Services mit Sitz in Houston, Texas, einem Anbieter von Servicedienstleistungen für Kompressoren und Komponenten im Bereich Gasverdichtung. Im November 2019 übernahm Burckhardt Compression die restlichen 60 % an Arkos.
Im März 2016 erwarb Burckhardt Compression eine Mehrheitsbeteiligung an Shenyang Yuanda Compressor, dem führenden Hersteller von Kolbenkompressoren in China, und erweiterte damit sein Portfolio zur Abdeckung unterschiedlicher Marktbedürfnisse. Im Jahr 2021 übernahm das Unternehmen schliesslich die restlichen 40 % an Shenyang Yuanda Compressor, wodurch es zu einer 100 %igen Tochtergesellschaft von Burckhardt Compression wurde.
Im März 2020 übernahm Burckhardt Compression das weltweite Kompressorgeschäft von The Japan Steel Works.
Im Dezember 2021 stärkte Burckhardt Compression sein Service-Geschäft in der maritimen und petrochemischen Industrie durch die Übernahme von 100 % der Anteile an Mark van Schaick BV mit Sitz in Rotterdam, Niederlande. Das Unternehmen verfügt über 20 Jahre Erfahrung in der mechanischen Bearbeitung und ist führend im Service und bei komplexen Reparaturen.
Im Jahr 2023 übernahm Burckhardt Compression Arkos Field Services vollständig und integrierte es in sein Geschäft. Diese Integration zielt darauf ab, die Kunden besser zu bedienen und ehrgeizige Wachstumsziele zu erreichen.
Ebenfalls 2023 übernahm Burckhardt Compression die thailändische SPAN Maintenance and Service Co. Ltd. und integrierte diese in die neu gegründete Tochtergesellschaft Burckhardt Compression (Thailand) Co. Ltd.